# Estabilimento

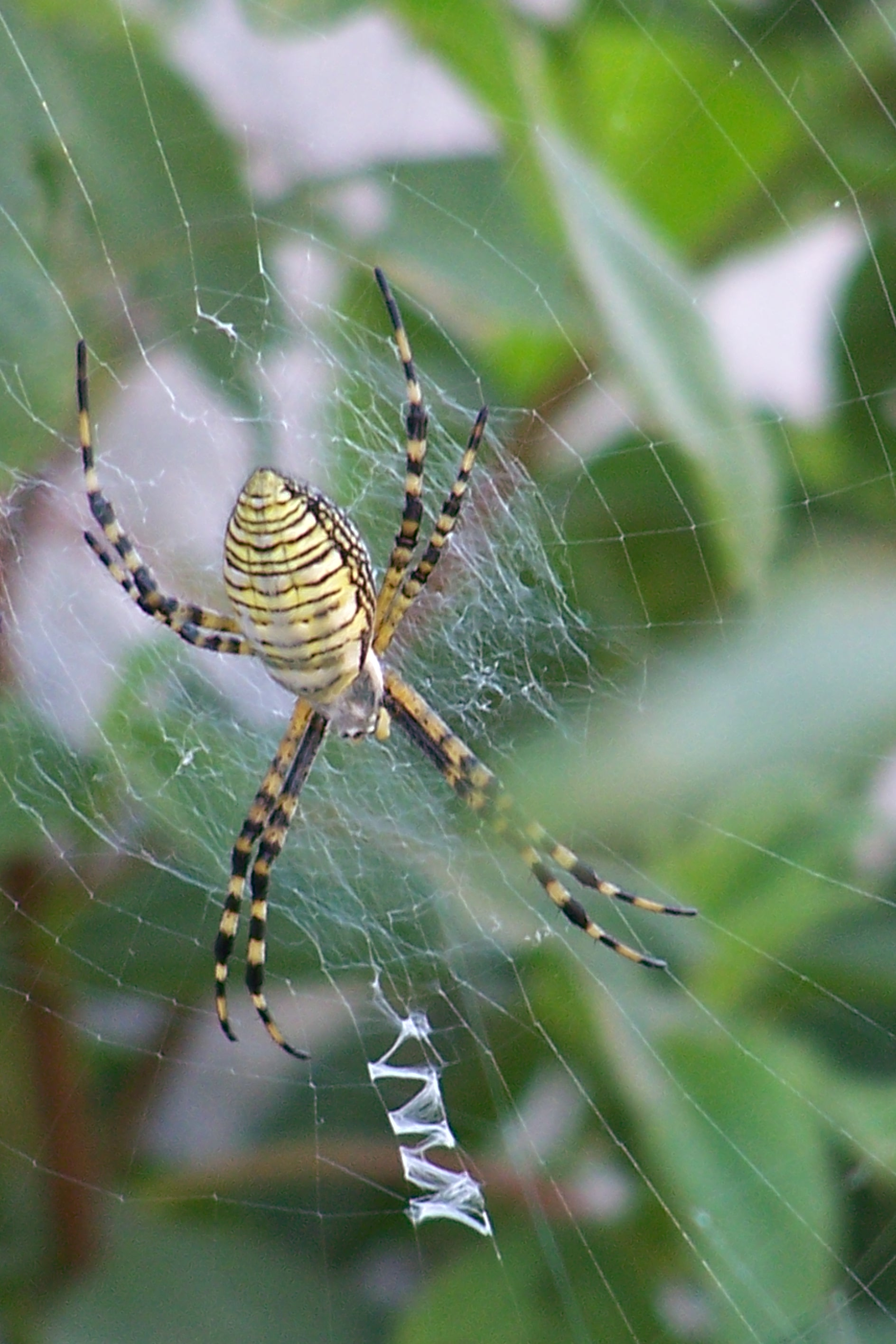
Telaraña de Argiope trifasciata en que se aprecia el establimento en forma de zig-zag (a la izquierda).

El estabilimento (del latín: stabilimentum) es una marca presente en algunas telarañas orbitales, que ofrecen un aspecto rayado y nacarado. Su función es aún desconocida y ha sido una fuente de debate por décadas. Varias hipótesis han sido propuestas:
1. Se cree que puede servir para alertar a algunas aves de la presencia de la tela
2. Ayuda a atraer presas a la telaraña
3. Advierte la presencia de la red a animales grandes, que de otra manera dañarían la red al no verla
4. El estabilimento ayuda a la termorregulación de la araña
5. Una función mecánica en la telaraña
6. Recoger agua y mantener el balance hídrico de la araña.

Las telarañas tejidas por las arañas del género Argiope pueden presentar estabilimentos, el cual ha sido el género más estudiado.